# Esquisse sur le nom de Fauré
L'Esquisse sur le nom de Fauré est une pièce pour piano, composée par Louis Aubert en 1922 dans le cadre de l'ouvrage collectif Hommage à Gabriel Fauré, commandé par La Revue musicale pour rendre hommage à Gabriel Fauré.

## Composition
L'Hommage à Gabriel Fauré est une commande d'Henry Prunières, directeur de La Revue musicale, en vue de la parution d'un numéro spécial de la revue sous forme d'hommage musical in vivo au vieux maître, à l'image du Tombeau de Claude Debussy réalisé en 1920. Sept élèves de Gabriel Fauré au Conservatoire de Paris contribuent : Maurice Ravel, Georges Enesco, Louis Aubert, Florent Schmitt, Charles Koechlin, Paul Ladmirault et Jean Roger-Ducasse.
Il s'agit de la dernière œuvre pour piano seul de Louis Aubert.

## Présentation
Selon Guy Sacre, ces deux pages en si bémol majeur (Moderato) sont « étranges, à la fois mélancoliques et sereines, détachées de leur propos même : leur style, s'il évoque le dernier Fauré, celui où le charme bergamasque a cédé à l'austérité, à la blanche nudité de l'hiver, a quelque chose de plus abstrait ».
En 1960, l'historien de la musique Paul Pittion mentionne les Trois esquisses de Louis Aubert et celle sur le nom de Fauré. En 1987, le compositeur est absent du Guide de la musique de piano réalisé sous la direction de François-René Tranchefort. Son œuvre est progressivement redécouverte au début du XXIe siècle.

## Discographie
- Cristina Ariagno — Louis Aubert, Piano Works, Brilliant Classics 9064, 2009.